# Von Ranzow

Von Ranzow (ook: Van Ranzow) is een van oorsprong Holsteins geslacht waarvan leden sinds 1822 tot de Nederlandse adel behoren.

## Geschiedenis
De stamreeks begint met Otto von Rantzau, heer von Rantzau (Holstein), wiens zoon, ridder Schacko von Rantzau, vermeld wordt vanaf 1397.
Bij besluit van keizer Ferdinand III van 20 augustus 1651 werd een nazaat verheven tot des H.R. Rijksgraaf.
Bij Koninklijk Besluiten van 28 december 1822 en van 17 januari 1872 werden nazaten ingelijfd in de Nederlandse adel met de titel van graaf op allen. Deze Nederlandse tak bloeit nog in Nederland.

## Telg
- Caroline Gräfin zu Rantzau (1962); trouwde in 1987 met Christian Herzog von Oldenburg (1955), hoofd van het huis Oldenburg

D'Aubremé † ·
Bentinck † ·
Van den Bosch ·
De Borchgrave d'Altena ·
Van Bylandt ·
Du Chastel de la Howarderie † ·
Van Gronsfeld Diepenbrock † ·
Dumonceau ·
Van der Duyn † ·
Festetics de Tolna ·
De Ficquelmont † ·
De Geloes ·
Van der Goltz † ·
Van Heerdt † ·
Van Heiden † ·
De Hochepied ·
Van Hoensbroeck ·
Van Hogendorp · 
Von Hompesch-Rürich † · 
De Larrey † ·
Van Limburg Stirum · 
Van Lynden ·
De Marchant et d'Ansembourg ·
Van Nassau la Lecq † ·
De Norman d'Audenhove ·
Von Oberndorff ·
Van Oranje-Nassau van Amsberg · 
De Perponcher Sedlnitsky ·
Von Quadt ·
Van Randwijck ·
Von Ranzow ·
Van Rechteren ·
Van Reede † ·
Van Renesse † · 
De Riquet de Caraman ·
Schimmelpenninck ·
Zu Stolberg-Stolberg ·
Van Wassenaer † ·
Wolff Metternich † ·
Van Zuylen van Nijevelt

Geslachten die tot de adel van het Koninkrijk der Nederlanden behoren of hebben behoord. Lijst volgens opgave van de Hoge Raad van Adel. †: Geslacht uitgestorven of titel vervallen.